# Loggert

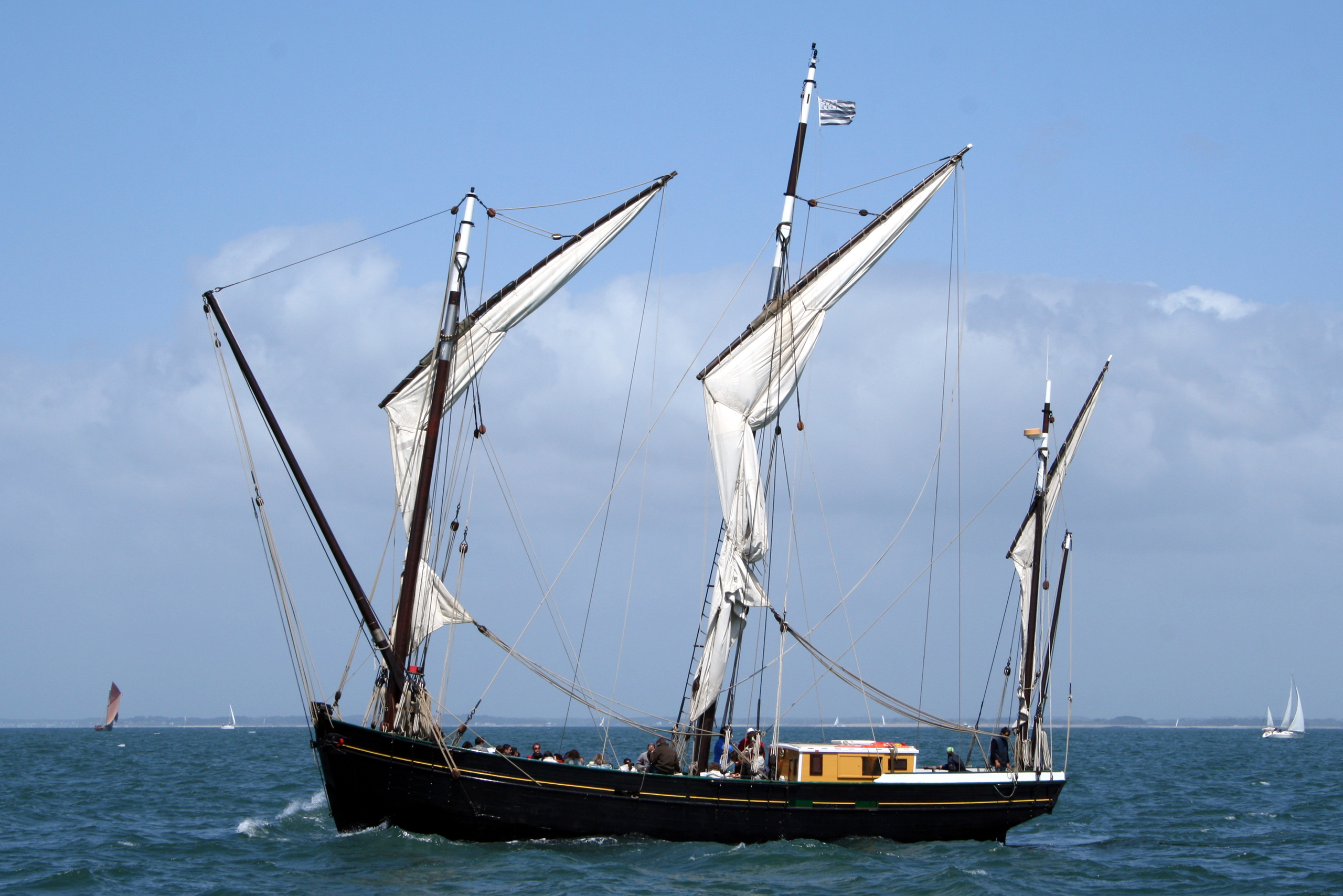
En fransk chasse marée (replika av ett fartyg från 1840). Klyvarbommen, som också används som kran, är upphissad. Den likaså uppfällda spiran i aktern används för mesanskotet.

En loggert är ett mindre fartyg eller en större båt, riggad med loggertsegel på två eller tre master, ibland med klyvare och toppsegel.
Tremastade loggertar användes under napoleonkrigen främst som kapare. Den in på 1900-talet som fiskefartyg använda varianten kallas ofta chasse marée enligt den franska benämningen och kan ha två eller tre master och saknar ofta toppsegel.
Loggertar användes i synnerhet i Engelska kanalen och längs den franska västkusten.